# 패륜
패륜(悖倫)은 인간의 도리를 위반하는 일을 말한다.
존속 살해, 존속 폭력, 존속의 생계를 위협할 정도의 사기 행위 등이 있다.

## 같이 보기
- 도덕
- 효도